# Lou Martin
Louis 'Lou' Martin (12 de agosto de 1949 - 17 de agosto de 2012) fue un intérprete pianista y organista de Belfast, Irlanda del Norte, más famoso por su trabajo con la banda Killing Floor de Londres y con su compañero, el músico irlandés Rory Gallagher.
Martin aprendió a entonar el piano a la edad de seis años, y se unió a su primera banda profesional, Killing Floor, en abril o mayo de 1968.
Killing Floor lanzó un nuevo álbum en 2004 llamado Zero Tolerance, en la que Martin participó.
Después de un período de enfermedad incluyendo una batalla contra el cáncer y una serie de golpes, Martin murió en Bournemouth, Dorset, el 17 de agosto de 2012, a la edad de 63 años.